# Wu Lei
Wu Lei (kinesisk: 武磊, pinyin: Wǔ Lěi, født 19. november 1991) er en kinesisk fodboldspiller, der spiller for Shanghai Port og det kinesiske landshold.

## Klubkarriere

### Shanghai Port F.C.
Wu begyndte sin seniorkarriere for Shanghai Port, og debuterede for klubben den 2. september 2006 mod Yunnan Lijiang Dongba, og blev dermed den yngste spiller til at spille professionel kinesisk fodbold på alderen af 14 og 287 dage gammel. Han scorede sit første mål i sin seniorkarriere den 30. august 2008 mod Qingdao Hailifeng, og blev dermed den næstyngste målscorer i kinesisk fodobld på alderen af 16 og 289 dage bag Cao Yunding. Den 8. marts 2013 scorede Wu Lei på sin Chinese Super League-debut mod Beijing Guoan. Den 2. juni 2013 scorede Wu Lei et hattrick mod Shanghai Shenxin, og blev dermed den næstyngste spiller til at score et hattrick i den højeste liga i Kina.

### RCD Espanyol
Den 28. januar 2019 blev Wu Lei købt af RCD Espanyol for en rapporteret sum af 2 millioner euro. Den 3. februar 2019 debuterede han for Espanyol mod Villarreal, hvor over 40 millioner i Kina så hans debut på tv. Den 17. februar 2019 blev Wu Lei den første kinesisk spiller til at starte en La Liga-kamp. Den 2. marts 2019 scorede han sit første mål for Espanyol mod Real Valladolid, og blev dermed den første kinesisk spiller til at score i La Liga.

### Shanghai Port, anden periode
Den 11. august 2022 skiftede Lei Wu tilbage til Shanghai Port.

## Landsholdskarriere
Den 14. februar 2010 debuterede Wu Lei for det kinesiske landshold mod Hongkong, som endte med en 2-0 sejr til Kina. Han scorede sit første mål for Kina den 28. juli 2013 mod Australien som endte med en 4-3 sejr til Kina.